# Qui s'y frotte s'y pique (court métrage)
Pour les articles homonymes, voir Qui s'y frotte s'y pique.
Pour plus de détails, voir Fiche technique et Distribution.
Qui s'y frotte s'y pique (The Cactus Kid), sorti le 11 avril 1930, est un court métrage de Mickey Mouse conçu comme la parodie d'un Western, ainsi que l'indique son titre. Ce film est considéré comme un remake au Mexique de Mickey gaucho (The Gallopin' Gaucho, situé en Argentine).

## Synopsis
Mickey est à nouveau un voyageur solitaire qui entre dans une taverne locale et s'approche des danseuses. La dernière danseuse est Minnie Mouse. Mickey commence à danser et à jouer du piano, ce qui plaît à la danseuse. Pat Hibulaire sous le pseudonyme de Peg-Leg Pedro, entre dans la taverne et malmène Minnie. Mickey défend Minnie mais Pat arrive à la kidnapper. Mickey enfourche son cheval Horace et poursuit Pat et Minnie. Mickey est obligé de pousser Pat du haut d'une falaise pour lui faire lâcher la belle. Mickey rattrape Minnie et part avec elle.

## Fiche technique
- Titre original : The Cactus Kid
- Autres titres[1] :
  - France : Qui s'y frotte s'y pique
  - Suède : Musse Pigg i Mexiko
- Série : Mickey Mouse
- Réalisateur : Walt Disney
- Animateur : Ub Iwerks
- Voix : Walt Disney (Mickey), Marcellite Garner (Minnie)
- Producteur : Walt Disney, John Sutherland
- Distributeur : Columbia Pictures
- Date de sortie : 11 avril[1] ou le 15 mai[2] 1930
- Format d'image : Noir et Blanc
- Durée : 7 min
- Musique : Carl W. Stalling
- Langue : Anglais
- Pays :  États-Unis

## Commentaires
C'est la première fois dans un court métrage que Pat Hibulaire, ici sous le nom de Pedro, possède une jambe en bois. Cette caractéristique sera récurrente du personnage. À l'opposé, Horace Horsecollar est à nouveau utilisé de manière non-anthropomorphique, il est un vrai cheval remplaçant l'autruche dans The Gallopin' Gaucho.
Ce film est le dernier auquel participe l'animateur Ub Iwerks qui à la faveur d'une proposition d'investisseurs menés par Pat Powers va créer son propre studio.